# 金一葉

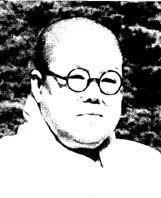
金一葉

金一葉（1896年4月28日—1971年2月1日），本名金元周（김원주），佛敎名荷葉, 佛敎道號白蓮道葉，韓國現代女性作家化小說家，詩人，佛敎僧呂。早期韓國自由然愛主意者，自由性交主義者的一人。

## 著作
- 某个修道者的會想（어느 수도인의 회상）
- 青春的熱化（청춘을 불사르고）
- 幸福和不幸的中道（행복과 불행의 갈피에서）

## 家系
- 夫 : 李魯翊
- 夫 : 太田淸藏, 日本人
  - 子 : 日堂 金泰伸（1922年 - , 佛敎僧呂及畵家）
- 夫 : 河允實, 1927年結婚及1929年離婚

## 外部連結
- （页面存档备份，存于） [근대의 풍경 20선] <15>경성을 뒤흔든 11가지 연애사건 동아일보 2008.09.17 
- （页面存档备份，存于） [출판] 일엽스님 禪文集 다시 본다…30주기 맞아 재발간 동아일보 2001.01.29 
- （页面存档备份，存于） 1920년 여성잡지 창간해 여성해방 외친뒤 비구니 삶 한겨레 2004.04.01 
- （页面存档备份，存于） 수덕여관 손님, 나혜석과 김일엽 오마이뉴스 2005.08.17 
- （页面存档备份，存于） [인문사회] '연애의 시대'…＂모던뽀이-모던껄 얼마나 진화했나＂ 동아일보 2003.11.17 
- （页面存档备份，存于） 修 德 旅 館 